# DTM 1995
DTM 1995 vanns av Bernd Schnedier, som även vann biserien ITC.

## DTM

### Delsegrare
| Bana          | Vinnare          | Märke      | Vinnare         | Märke      |
| ------------- | ---------------- | ---------- | --------------- | ---------- |
| Hockenheim    | Bernd Schnedier  | Mercedes   | Bernd Schnedier | Mercedes   |
| Avus          | Kurt Thiim       | Mercedes   | Kurt Thiim      | Mercedes   |
| Norisring     | Christian Danner | Alfa Romeo | Bernd Schnedier | Mercedes   |
| Diepholz      | Michael Bartels  | Alfa Romeo | Michael Bartels | Alfa Romeo |
| Nürburgring   | Bernd Schnedier  | Mercedes   | Bernd Schnedier | Mercedes   |
| Alemannenring | Kurt Thiim       | Mercedes   | Kurt Thiim      | Mercedes   |
| Hockenheim    | Klaus Ludwig     | Opel       | Klaus Ludwig    | Opel       |

### Slutställning
| Plats | Förare           | Märke      | Poäng |
| ----- | ---------------- | ---------- | ----- |
| 1     | Bernd Schnedier  | Mercedes   | 138   |
| 2     | Jörg van Ommen   | Mercedes   | 125   |
| 3     | Klaus Ludwig     | Opel       | 80    |
| 4     | Kurt Thiim       | Mercedes   | 78    |
| 5     | Dario Franchitti | Mercedes   | 74    |
| 6     | Nicola Larini    | Alfa Romeo | 71    |
| 7     | Alexander Grau   | Mercedes   | 68    |
| 8     | Jan Magnussen    | Mercedes   | 49    |
| 9     | Christian Danner | Alfa Romeo | 48    |
| 10    | Michael Bartels  | Alfa Romeo | 47    |

## ITC

### Delsegrare
| Bana           | Vinnare          | Märke      | Vinnare          | Märke      |
| -------------- | ---------------- | ---------- | ---------------- | ---------- |
| Mugello        | Bernd Schnedier  | Mercedes   | Dario Franchitti | Mercedes   |
| Helsingfors    | Christian Danner | Alfa Romeo | Nicola Larini    | Alfa Romeo |
| Donington Park | Bernd Schnedier  | Mercedes   | Bernd Schnedier  | Mercedes   |
| Estoril        | Bernd Schnedier  | Mercedes   | Jan Magnussen    | Mercedes   |
| Magny-Cours    | Bernd Schnedier  | Mercedes   | Bernd Schnedier  | Mercedes   |

### Slutställning
| Plats | Förare               | Märke      |     |
| ----- | -------------------- | ---------- | --- |
| 1     | Bernd Schnedier      | Mercedes   | 155 |
| 2     | Jan Magnussen        | Mercedes   | 83  |
| 3     | Dario Franchitti     | Mercedes   | 80  |
| 4     | Nicola Larini        | Alfa Romeo | 59  |
| 5     | Manuel Reuter        | Opel       | 50  |
| 6     | Jörg van Ommen       | Mercedes   | 50  |
| 7     | Stefano Modena       | Alfa Romeo | 49  |
| 8     | Kurt Thiim           | Mercedes   | 45  |
| 9     | Alexander Grau       | Mercedes   | 39  |
| 10    | Giancarlo Fisichella | Alfa Romeo | 37  |